# Paroxyethira
Paroxyethira is een geslacht van schietmotten uit de familie Hydroptilidae.

## Soorten
Deze lijst van 17 stuks is mogelijk niet compleet.
- P. auldorum JB Ward & IM Henderson, 2004
- P. dumagnes RW Kelley, 1989
- P. dunedensis JB Ward & IM Henderson, 2004
- P. eatoni Mosely, 1924
- P. hendersoni Mosely, 1924
- P. hintoni JP Leader, 1972
- P. hughwilsoni JB Ward & IM Henderson, 2004
- P. kimminsi JP Leader, 1972
- P. manapouri JB Ward & IM Henderson, 2004
- P. nigrispina RW Kelley, 1989
- P. pounamu JB Ward & IM Henderson, 2004
- P. ramifera JB Ward & IM Henderson, 2004
- P. sarae JB Ward & IM Henderson, 2004
- P. takitimu JB Ward & IM Henderson, 2004
- P. teika JB Ward & IM Henderson, 2004
- P. tillyardi Mosely, 1924
- P. zoae JB Ward & IM Henderson, 2004